# Liste der Monuments historiques in Beaufort (Nord)
Die Liste der Monuments historiques in Beaufort (Nord) führt die Monuments historiques in der französischen Gemeinde Beaufort auf.

## Liste der Bauwerke
| Bezeichnung    | Beschreibung             | Standort | Kennzeichnung | Schutzstatus | Datum | Bild |
| -------------- | ------------------------ | -------- | ------------- | ------------ | ----- | ---- |
| Tour sarrazine | Turm aus dem Mittelalter | (Lage)   | PA00107918    | Inscrit      | 1988  |      |

## Liste der Objekte
- Monuments historiques (Objekte) in Beaufort (Nord) in der Base Palissy des französischen Kultusministeriums